# アヴェンジャー (護衛空母)
|           |                      |
| 艦歴      |                      |
| 発注:     |                      |
| 起工:     |                      |
| 進水:     | 1940年11月27日       |
| 就役:     | 1942年5月2日         |
| 退役:     |                      |
| その後:   | 1942年11月15日に戦没 |
| 要目      |                      |
| 排水量:   | 基準:8,200トン       |
| 全長:     | 150.2m               |
| 全幅:     | 20.2m                |
| 吃水:     | 7.1m                 |
| 機関:     | ディーゼル 8,500馬力 |
| 最大速:   | 16.5ノット           |
| 航続距離: |                      |
| 兵員:     |                      |
| 兵装:     | 10.2cm単装高角砲3基  |
| 搭載機:   | 15機                 |

アヴェンジャー(HMS Avenger, D14)は、イギリス海軍のアヴェンジャー級護衛空母の1隻。第二次世界大戦の大西洋の戦いで運用された。トーチ作戦に参加後の1942年11月15日、ドイツ海軍のUボートより魚雷攻撃を受けて沈没した。

## 艦歴

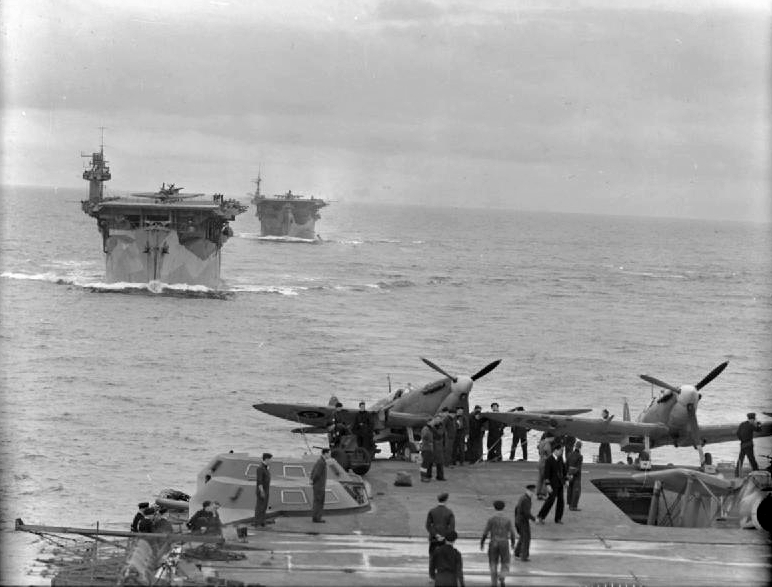
ヴィクトリアスから見た「バイター（艦橋あり）」と「アヴェンジャー」。

1940年、ペンシルベニア州チェスターでアメリカ商船として建造、進水したが、1942年に護衛空母としての改装が完了し、イギリスに引き渡された38隻の護衛空母の1隻となった。
1942年5月2日に就役。9月にはアイスランドからソ連へ向かうPQ18船団を護衛した（PQ18船団の戦闘序列）。帰路はQP14船団を護衛した。
10月16日、英空母3隻（ヴィクトリアス、アヴェンジャー、バイター）はスカパ・フローを出発、グリーノックに移動した。11月、本艦はトーチ作戦に参加した。
11月14日、アヴェンジャーは空母アーガスとともにイギリスへ向かう船団を護衛してジブラルタルを出発。翌15日、ジブラルタル西方でアドルフ・C・ピエニング艦長が指揮するドイツ潜水艦U155の攻撃を受け、魚雷1本が命中し爆沈。乗組員550人中、生存者は17名であった。
イギリスはアヴェンジャーが被雷後爆発を起こしたのはタンク内の航空機用燃料への引火が原因であり、危険なことがわかったアメリカ方式の燃料系統からイギリス方式へ変更すべきとした。実際は爆発は搭載爆弾の誘爆によりものであった。
1943年1月21日、イギリス海軍本部は本艦の沈没により五百名以上が戦死した事を発表した。アメリカ合衆国によって供与された護衛空母の中で失われた3隻の内の1隻である。

### 注
1. ↑  世界最古参の軽空母で、11月10日にドイツ空軍の爆撃を受け[3]、損傷していた。
2. ↑  U155は他にイギリス兵員輸送船「Ettrick」も撃沈した。
3. ↑  五百餘名戰死[8]【リスボン廿一日發】ロンドン來電＝英國海軍省はモロツコ方面の上陸作戰で空母アヴニンジャー號が雷撃を受け撃沈された際、乘組員六十八名、其他合計五百七名が戰死した旨二十一日發表した（記事おわり）